# Гіпотеза Борсука

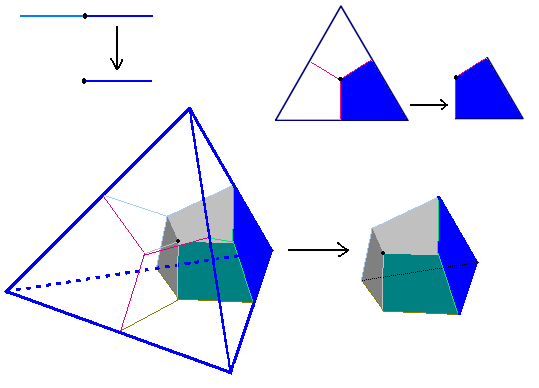
Розрізання відрізка, трикутника та тетраедра на частини меншого діаметра

Гіпотеза Борсука (задача Борсука) — спростована гіпотеза в комбінаторній геометрії:
Чи можливо довільне тіло скінченного одиничного діаметра в {\displaystyle n}-вимірному евклідовому просторі розбити на не більш ніж {\displaystyle n+1} частину так, що діаметр кожної частини буде меншим за 1?
Висунув Кароль Борсук 1933 року. Відіграла значну роль у розвитку комбінаторної геометрії XX століття: протягом тривалого періоду гіпотезу підтверджено для низки окремих випадків[⇨] та основні зусилля були спрямовані на пошук доведень у загальному випадку, оскільки вагомих сумнівів у її справедливості не виникало. Однак 1993 року знайдено контрприклад[⇨].

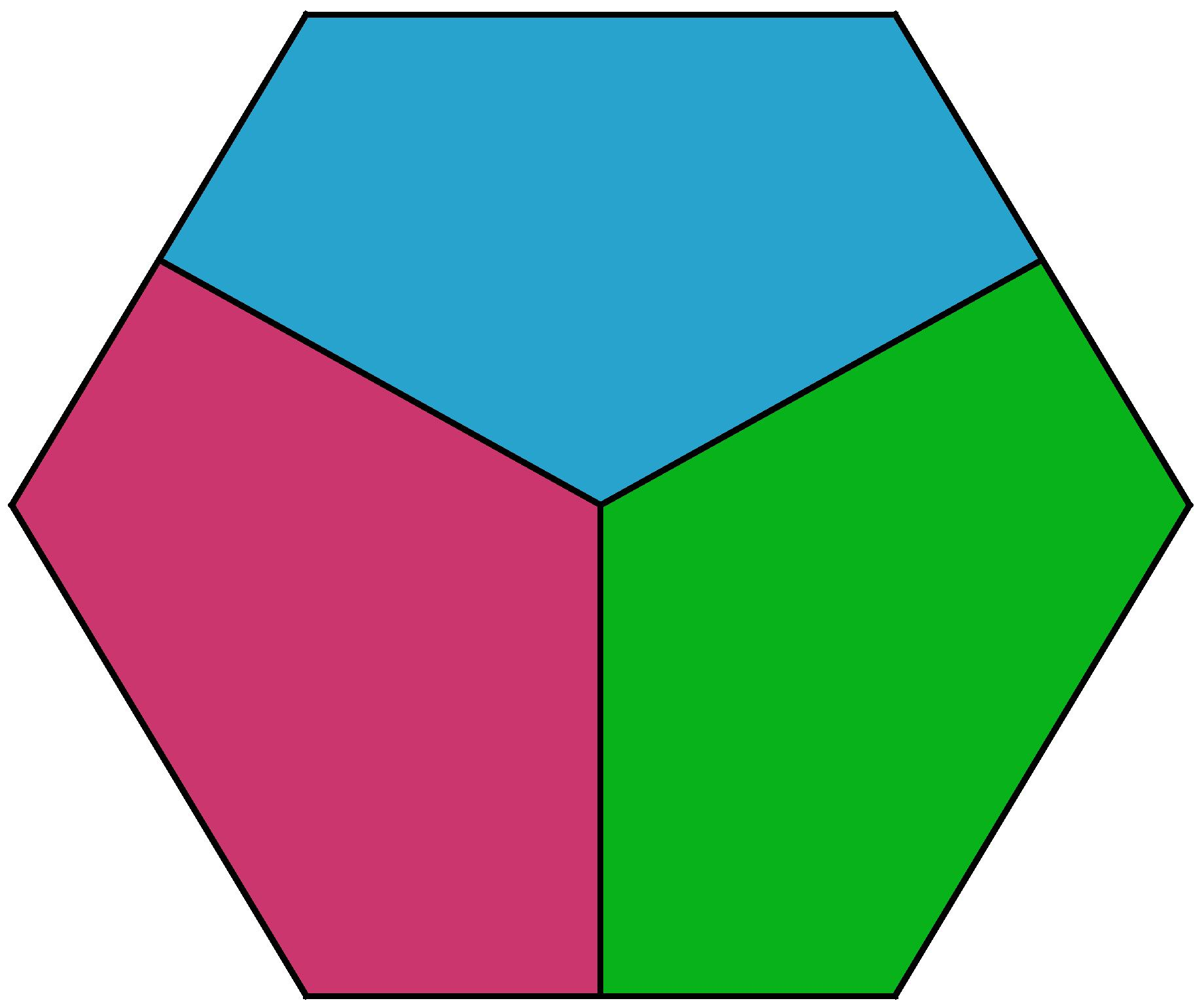
Розрізання правильного шестикутника ширини 1 на 3 частини діаметром менше ніж 1.

Станом на  2023 доведено, що гіпотеза істинна при {\displaystyle n\leqslant 3}, і хибна для {\displaystyle n\geqslant 64}, статус твердження для {\displaystyle 4\leqslant n<64} залишається нез'ясованим.

## Сприятливі розв'язки
Випадок {\displaystyle n=1} очевидний. Випадок {\displaystyle n=2} довів 1933 року сам Борсук, скориставшись результатом Дюли Пала 1929 року, згідно з яким будь-яку фігуру діаметра 1 можна помістити в правильний шестикутник ширини 1, а такий шестикутник у свою чергу допускає розрізання на три п'ятикутники діаметра {\displaystyle {\tfrac {\sqrt {3}}{2}}<1} . Крім того, Борсук довів, що {\displaystyle n}-вимірну кулю не можна розділити на {\displaystyle n} частин меншого діаметра, тим самим затвердивши нижню оцінку кількості частин (доведення ґрунтується на теоремі Борсука — Уляма).
1946 року Гадвігер довів справедливість гіпотези при всіх {\displaystyle n} для опуклих тіл із гладкою межею.
1947 року Юліан Перкаль довів випадок {\displaystyle n=3} для всіх обмежених тіл, незалежно від нього 1955 року цей самий результат отримав британський математик Егглстон; просте доведення, подібний до Борсукового, знайшли пізніше Бранко Ґрюнбаумом і Альдар Геппеш; вони довели, що будь-яке тіло діаметра 1 можна помістити у певний октаедр з відсіченими трьома вершинами, який у свою чергу допускає розбиття на 4 частини діаметра менше 0,9888.
Щонайменше від початку 1970-их років гіпотезу підтверджено для центрально-симетричних тіл. 1971 року Клод Роджерс довів гіпотезу для будь-якої множини, інваріантної відносно дії групи перетворень, які залишають на місці правильний {\displaystyle n}-вимірний симплекс.
1993 року Борис Декстер установив справедливість гіпотези для опуклих тіл з поясом із регулярних точок, 1995 року він позитивно розв'язав задачу для всіх тіл обертання в довільних розмірностях.

## Число Борсука
Число Борсука {\displaystyle f(n)} — найменша кількість можливих частин меншого діаметра, на які можна розбити будь-яке обмежене тіло в {\displaystyle n}-вимірному просторі. Паралельно з підтвердженням гіпотези {\displaystyle f(n)=n+1} в окремих випадках, покращувалися нижні та верхні оцінки для {\displaystyle f(n)}. Порівняно легко отримані оцінки {\displaystyle f(n)\leqslant (2{\sqrt {n}}+1)^{n}} і {\displaystyle f(n)\leqslant 2^{n}}. 1983 року Маршалл Лассак з'ясував, що {\displaystyle f(n)\leqslant 2^{n-1}+1}.
Серед асимптотичних верхніх оцінок довгий час найкращою була оцінка Клода Роджерса (1965): {\displaystyle f(n)\leqslant {\big (}{\sqrt {2}}+o(1){\big )}^{n}}; 1988 року Одед Шрамм показав, що:
{\displaystyle f(n)\leqslant {\Big (}{\sqrt {\tfrac {3}{2}}}+o(1){\Big )}^{n}}.

## Заперечні розв'язки
Заперечний розв'язок задачі в загальному випадку виявили 1993 року Гіль Калаї і Джефф Кан, які побудували контрприклад у розмірності {\displaystyle n=1325} та довели невиконання гіпотези для всіх {\displaystyle n>2014}. Крім того, вони показали, що для досить великих {\displaystyle n}, існують {\displaystyle n}-вимірні тіла, які не можна розбити на {\displaystyle {\big (}1{,}203+o(1){\big )}^{\sqrt {n}}} частин меншого діаметра. В наступні роки розмірність, вище від якої гіпотеза не виконується, послідовно знижувалася:
- 1993 — {\displaystyle n\geqslant 2015} (Калаї — Кан),
- 1994 — {\displaystyle n\geqslant 946} (Ніллі),
- 1997 — {\displaystyle n\geqslant 903} (Вайсбах — Грей),
- 1997 — {\displaystyle n\geqslant 561} (Райгородський)[7],
- 2000 — {\displaystyle n\geqslant 560} (Вайсбах),
- 2001 — {\displaystyle n\geqslant 324} (Гінрігз),
- 2002 — {\displaystyle n\geqslant 323} (Піхурко),
- 2003 — {\displaystyle n\geqslant 298} (Гінрігз — Ріхтер)[8],
- 2013 — {\displaystyle n\geqslant 65} (Бондаренко)[9],
- 2013 — {\displaystyle n\geqslant 64} (Єнріх)[10].

Для побудови контрприкладів у всіх випадках використано скінченні множини та тонкі комбінаторні результати. Нижні оцінки для найменшого числа частин меншого діаметра в більшості контрприкладів — {\displaystyle {\big (}1{,}203+o(1){\big )}^{\sqrt {n}}}, у одному з результатів Райгородського (1999) цю оцінку покращено до {\displaystyle {\big (}1{,}2255+o(1){\big )}^{\sqrt {n}}}.

## Варіації та узагальнення
1953 року Девід Ґейл висунув гіпотезу, що будь-яке тіло одиничного діаметра в тривимірному просторі допускає розбиття на 4 частини з діаметром:
{\displaystyle {\sqrt {\frac {3+{\sqrt {3}}}{6}}}\approx 0{,}888},
тобто, куля є «найгіршим» у цьому сенсі тілом.
1971 року гіпотезу Борсука підтверджено для сферичного та гіперболічного просторів при {\displaystyle n=2,3}.
1991 року цей результат узагальнено на довільні розмірності для центрально-симетричних опуклих гіперповерхонь.
2012 року вивчено аналоги проблеми Борсука у просторі {\displaystyle \mathbb {Q} ^{n}} з евклідовою метрикою та з метрикою {\displaystyle l_{p}}.
2019 року розглянуто питання про розбиття довільних обмежених метричних просторів на задану кількість підмножин меншого діаметра, та виявлено критерії здійсненності та нездійсненності такого розбиття залежно від відстані за метрикою Громова — Гаусдорфа від заданого простору до симплексів заданої потужності, де під симплексом розуміють метричний простір, у якому всі ненульові відстані однакові.